# Salvelinus gracillimus
Salvelinus gracillimus és una espècie de peix de la família dels salmònids i de l'ordre dels salmoniformes.

## Alimentació
Menja principalment quironòmids i cladòcers.

## Hàbitat
Viu en zones d'aigües temperades (61°N-59°N, 2°W-0°).

## Distribució geogràfica
Es troba a Europa: Illes Shetland.